# 池黄高速铁路
池黄高速铁路，是位于中华人民共和国安徽省池州市和黄山市境内的高速铁路。按照建设计划，线路西起池州市池州站，途经池州市青阳县及黄山市黄山区和黟县，在黟县东站与杭昌高速铁路共站并线后接入黄山北站；远期结合杭黄直通线的建设时机，黟县东至黄山北段新建三四线，并新建黄山北直通场与杭黄直通线贯通至杭州方向。线路东西方向可分别通过宁安、合安九客运专线与杭黄高铁共同构成武汉至杭州、上海的快速客运辅助通道，九华山站还预留了东北向接口条件，以满足未来合肥至池州铁路及其他东、北方向快速铁路线路引入条件。工程总投资183.7亿元，设计时速350公里，建设工期4.5年，沿线共设4个车站，新建正线全长约125.1公里，其中黄山市境内74.28公里，2024年4月26日建成通车。

## 历史

### 計劃及施工
2018年9月6日，池黄高铁工程环境影响评价第一次公示；2019年4月10日，环评第二次公示；4月25日，环境影响报告书进行报批前公开；7月3日获安徽省生态环境厅批复。8月，国铁集团与安徽省人民政府联合批复池州至黄山高速铁路初步设计。
2019年12月28日，池黄高铁池州段和黄山段正式开工。
2020年4月17日，池黄高铁黟县段工程正式进入建设阶段。12月22日，全线首座隧道竹木岭隧道贯通。
2021年11月15日，全线首座连续梁，黄田特大桥连续梁顺利合龙。
2022年5月，位于黄山市黟县鸳鸯谷风景区内的虞山溪大桥上部结构全部完成。5月6日，早稻冲隧道顺利贯通。6月29日，中国高速铁路最大跨度多塔矮塔斜拉桥，池黄高铁太平湖特大桥三个主塔全部封顶。12月29日，太平湖特大桥顺利合龙。
2023年1月11日，池黄高铁箱梁架设全部完成。5月18日，全线开始铺轨。5月21日，全线最长隧道岭上村隧道顺利贯通。5月28日，全线34座隧道全部贯通。9月26日，全线铺轨完成。11月16日，池黄高铁全面进入静态验收阶段。
2024年1月10日，池黄高铁接触网全线送电。1月15日，正式进入联调联试阶段。3月26日，开始试运行。
2024年4月26日，池黄高铁正式开通运营，车票自4月25日对外发售。

## 沿途车站
| 池州-黄山高速铁路 |          |          |                         |                          |                        |      |
| 所在区域          | 所在区域 | 车站名称 | 池州站 起计里程（公里） | 规模                     | 连接铁路               | 备注 |
| 池州市            | 贵池区   | 池州站   | 0                       | 9台13线 与宁安场共用站场 | 宁安客运专线，铜九铁路 |      |
| 池州市            | 青阳县   | 九华山站 | 32.6                    | 3台7线                   | 合肥至池州铁路         |      |
| 黄山市            | 黄山区   | 黄山西站 | 76.15                   | 2台4线                   |                        |      |
| 黄山市            | 黟县     | 黟县东站 | 123.05                  | 2台8线                   | 杭昌高速铁路           |      |